# Pay money To my Pain
Pay money To my Pain (ibland skrivet P.T.P) var ett rockband från Tokyo i Japan, som var aktivt från 2005 till slutet av 2013 och har idag släppt fyra album (det sista år 2013). Musikaliskt spelar de en genre inom alternativ rock, emo, alternativ metal och screamo i vissa delar. Deras låttexter är helt skrivna på engelska.
Idag är basisten Tsuyoshi och trummisen Zax medlemmar i punkrockbandet THE BONEZ.

## Medlemmar
Senaste medlemmar
- PABLO – gitarr
- T$UYO$HI – basgitarr
- ZAX – trummor

Tidigare medlemmar
- JIN – gitarr
- K (eg. Kei Goto) – sång (hittades död i sitt hem i Yokohama den 30 december 2012)

## Diskografi
Studioalbum
- Another Day Comes (2007)
- After You Wake Up (2009)
- Remember the Name (2011)
- Gene (2013)

EP
- Drop of INK (2006)
- Writing in the Diary (2008)
- Pictures (2010)

Digitala singlar
- "All Because of You" (2008)
- "Bury" (2009)

Samlingsalbum
- Breakfast (2012)